# Fanny M. Cornejo
Fanny M. Cornejo (Lima, 1984) es una bióloga de profesión y conservacionista peruana. Fundadora de la Asociación Civil Yunkawasi, de la cual es actualmente su directora ejecutiva. Se ha convertido en un referente en el estudio de los primates, y su labor ha sido reconocida a nivel internacional, como el Indianapolis Prize 2023, considerado el Nobel de la conservación de la fauna amenazada.

## Estudios
Estudió y se graduó en Biología, con mención en Zoología, por la Universidad Nacional Mayor de San Marcos (Lima, Perú). Actualmente, es candidata al Ph. D. en la Universidad de Stony Brook (Nueva York, Estados Unidos), donde cursa Antropología. Como su mentora, la conservacionista Patricia Wright, está convencida de que más allá de los estudios de primatología, ramas como la arqueología, la lingüística y la antropología cultural le dan herramientas para trabajar con comunidades indígenas.

## Trayectoria profesional
A la naturaleza llegó por sus padres. Como geólogos la involucraron en sus viajes y trabajos de campo. Creció rodeada de fósiles, montañas y el contacto con la flora y fauna peruanas hasta decidir dedicarse a trabajar por la conservación de las especies como bióloga desde las aulas de San Marcos. Hasta ese momento no pensó que al conocer a una monita aulladora roja de nombre Fica durante sus prácticas dentro del Parque de las Leyendas, estaba delineando su destino alrededor de los primates. 
El parteaguas se daría en el tercer año de universidad, cuando asistió a un congreso de fauna silvestre en Iquitos, donde descubrió que en el Perú hay monos y buscó al doctor Rolando Aquino Tiempo después, la joven fue recomendada por él, eminencia nacional en el estudio de estos primates, quien dirige el famoso Instituto Veterinario de Investigaciones Tropicales y de Altura (Ivita-UNMSM), en Loreto, donde reproducen monos en cautiverio, y a donde Fanny había llegado dos años antes para empezar a investigar primates. Ella leía todo sobre los primates y descubrió que había un mono superraro y supermisterioso del que nadie sabía nada: el mono choro de cola amarilla. Ahí nació su pasión.
Uno de los últimos aportes de Fanny Cornejo para preservar la vida animal fue ser partícipe de la presentación de una nueva especie de primate en Perú. En honor a Rolando Aquino, el año pasado, se bautizó a esa nueva especie como mono tocón de Aquino o Cheracebus aquinoi.

### Mono choro de cola amarilla
Fanny Cornejo tiene una fecha tatuada en su vida profesional. El 13 de febrero del 2007, en el Abra Patricia, en la región Amazonas, vio por primera vez en directo a un mono choro de cola amarilla. El encuentro se dio cuando la llamaron porque la creación de un área de conservación necesitaba de una especialista que verificara si en la zona existían poblaciones del mono choro de cola amarilla y las estudiara.
El mono choro  de cola amarilla es un primate endémico de los Andes Tropicales del Perú, habita a una altitud entre 1,000 y 2,800 metros sobre el nivel del mar. Se encuentra en la línea de árboles, los bosques de nubes o bosques montaña. Por eso se le conoce también como el mono de las nubes.Es el mono más grande que tenemos en el país y pesa hasta 10 kilos. Sus más numerosas poblaciones se ubican en las regiones de San Martín y Amazonas; hay grupos pequeños en Huánuco, Junín, Loreto y La Libertad.

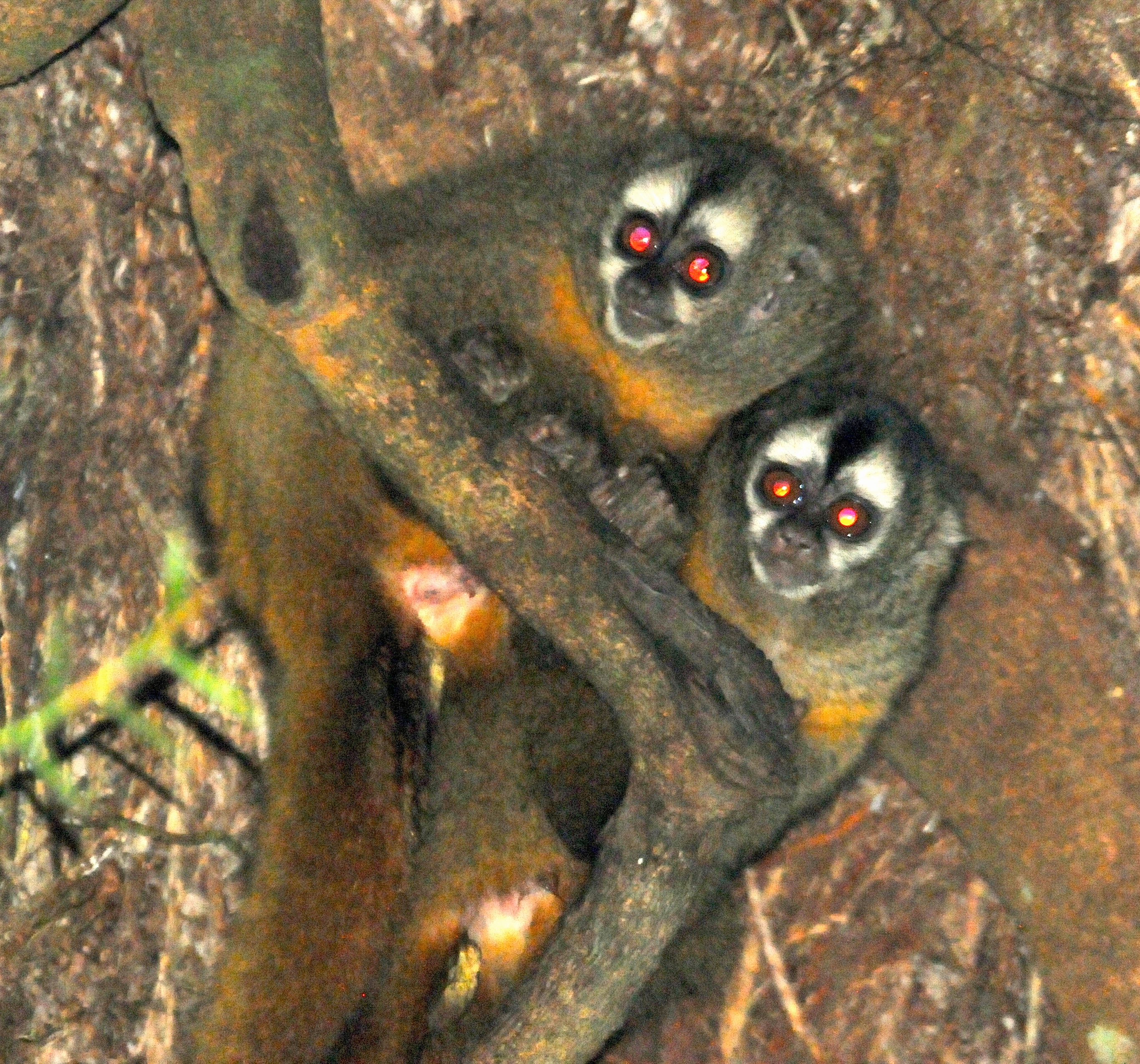
Mona nocturna andina

## Investigaciones
En 2019, Fanny Cornejo trabajó junto al Ministerio del Ambiente y el Banco Central del Perú para crear la moneda de 1 sol con la imagen del mono choro de cola amarilla inspirada en una fotografía de la experta. Cabe resaltar que Cornejo ha escrito más de 100 artículos científicos en relación.
Durante los últimos 15 años, Fanny ha dedicado su vida profesional a la conservación e investigación de monos choros de cola amarilla a través de Yunkawasi (La Casa de la Selva, en quechua), una ONG de conservación que fundó junto a su mamá. Esta institución trabaja con comunidades amazónicas y andinas para la conservación de especies amenazadas a través del desarrollo económico sostenible, la educación y un enfoque de gestión de áreas protegidas. Actualmente, la investigadora se desempeña como directora ejecutiva de esta organización, orientada a la educación ambiental, desarrollo social e investigaciones científicas en la Amazonía peruana.
Al frente de Yunkawasi, la bióloga busca promover acciones de conservación focalizadas en los territorios donde vive la especie y plantear proyectos. Con las diversas poblaciones, promueven una economía que fomente el cuidado de los bosques. Por ejemplo, con el cultivo del café y el cacao ecológico. Fanny afirma que el café que hoy consumimos está manchado de sangre del mono choro de cola amarilla porque los productores talan los árboles, pero ella recuerda que estos lo hacían por desconocimiento y ahora están interesados en cambiar y transformar su producción en sostenible y amigable con el medioambiente. Un ejemplo de ello es el trabajo que se lleva a cabo con 10 asociaciones de la Cordillera de Colán (región Amazonas). El mono choro de cola amarilla tiene esperanza.

## Premios
A través de los años, la sanmarquina ha sido galardonada por su dedicación a la preservación de los primates. En 2014, el Ministerio de la Mujer y Poblaciones Vulnerables (MIMP) del Perú brindó a Fanny Cornejo la Medalla de Honor de la Orden del Mérito a las mujeres peruanas por su destacada actividad profesional. Además, la investigadora fue la primera ganadora del Premio Sabin para la Conservación de los Primates de la Sabin Family Foundation y Conservación Internacional.
Recientemente, ha sido reconocida con el premio Emerging Conservationist Award, galardón otorgado a conservacionistas menores de 40 años que hayan generado un impacto significativo en la conservación de especies en peligro de extinción. Este premio presentado por Indianápolis Prize destaca a las investigaciones de conservacionistas que han logrado un avance para preservar la vida de una especie en específica. Para Fanny Cornejo se trata del mono choro de cola amarilla, especie endémica de los bosques montañosos del Perú. Debido a su impacto en la naturaleza, este galardón es conocido como el Premio Nobel de la conservación animal. Cabe resaltar que recibirá $50 000 por el premio con la finalidad de seguir investigando sobre la conservación animal y desarrollo sostenible.